# Christoph von Metzler
Christoph von Metzler (* 30. Juni 1943 in Frankfurt am Main; † 21. Dezember 1993 ebenda) war ein deutscher Bankier aus der Bankiersfamilie Metzler.

## Leben
Christoph von Metzlers Vater Gustav von Metzler (1908–1984) leitete zusammen mit seinem Verwandten Albert von Metzler (1898–1989) in den 1950er bis 1970er Jahren das Bankhaus Metzler. Seine Mutter Alexandra von Metzler geb. Schmidt von Schwind (1911–1994) war Ärztin.
Im Jahr 1963 legte Christoph von Metzler am Frankfurter  Lessinggymnasium das Abitur ab und absolvierte danach eine Ausbildung zum Bankkaufmann zunächst beim Bankhaus Metzler und ab 1964 bei der Deutsche Bank AG in München, die er dort 1965 abschloss. Nach Stationen im Ausland bei J. Henry Schroder Wagg & Co., heute Schroders, in London und bei Morgan Stanley in New York trat er 1969 zusammen mit seinem Cousin Friedrich von Metzler als Prokurist ins Bankhaus Metzler ein. 1971 wurde er zum persönlich haftenden Gesellschafter und Mitglied der Geschäftsleitung ernannt. Beide Funktionen übte er bis zu seinem Tod aus.
Er heiratete 1968 die Buchhändlerin und Dolmetscherin Renate von Metzler, geb. Haas. Aus der Ehe gingen drei Kinder hervor.
Christoph von Metzler nutzte seine internationalen Verbindungen und baute im Bankhaus Metzler das Devisengeschäft sowie das Geschäftsfeld Corporate Finance auf.
Zusammen mit seinem Cousin Friedrich von Metzler wandelte er das Unternehmen in eine Kommanditgesellschaft auf Aktien um und schuf mit einer Holdingstruktur die Voraussetzung für die weitere Entwicklung des Unternehmens.

## Stiftungsgastprofessur
1992 stiftete das Bankhaus Metzler auf Initiative von Christoph von Metzler die „Gastprofessur für internationale Finanzwirtschaft“ an der Frankfurter Goethe-Universität. Damit sollte ein Beitrag geleistet werden zu einer Modernisierung und Ergänzung des Lehrangebots. Im Jahr 2019 wurde diese Gastprofessur umbenannt in „Christoph von Metzler-Stiftungsgastprofessur“, um an den Initiator zu erinnern.

## Mandate und Ämter
- Deutsche Bank AG: Mitglied des Frankfurter Beirats (1979–1993)
- Philipp Holzmann AG: Mitglied des Aufsichtsrats (1974–1993)
- Deutsch-englische Gesellschaft e.V. (heute Deutsch-Britische Gesellschaft): Vorsitzender des Vorstands Rhein-Main (bis 1993)
- Verein Frankfurter Bachkonzerte e.V.: Mitglied des Vorstands (1978/79–1993)